# Кузьниця-Луговська
Кузьниця-Луговська (пол. Kuźnica Ługowska) — село в Польщі, у гміні Осьякув Велюнського повіту Лодзинського воєводства.
Населення — 156 осіб (2011).
У 1975-1998 роках село належало до Серадзького воєводства.

## Демографія
Демографічна структура станом на 31 березня 2011 року:
|          | Загалом | Допрацездатний вік | Працездатний вік | Постпрацездатний вік |
| -------- | ------- | ------------------ | ---------------- | -------------------- |
| Чоловіки | 74      | 12                 | 54               | 8                    |
| Жінки    | 82      | 20                 | 41               | 21                   |
| Разом    | 156     | 32                 | 95               | 29                   |